# Хакгоф
Ха́кгоф (нем. Haakhof), также  мы́за А́а (эст. Аа mõis) — рыцарская мыза в деревне Аа волости Люганузе уезда Ида-Вирумаа, Эстония. Согласно историческому административному делению мыза относилась к приходу Люганузе. В годы Российской империи находилась на территории Эстляндской губернии и относилась к приходу Луггенгузен.

## История мызы
Мыза основана предположительно в XV столетии как служебная мыза фогта Нарвского монашеского ордена.
В 1630 году шведский король Густав II Адольф подарил мызу Хакгоф таллинскому ратману и бургомистру Георгу фон Вангерсхайму (Georg von Wangersheim).

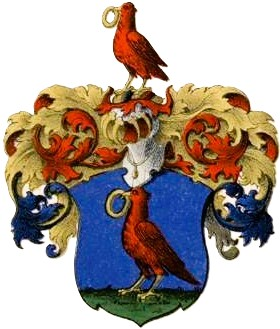
Герб Вангерсхаймов
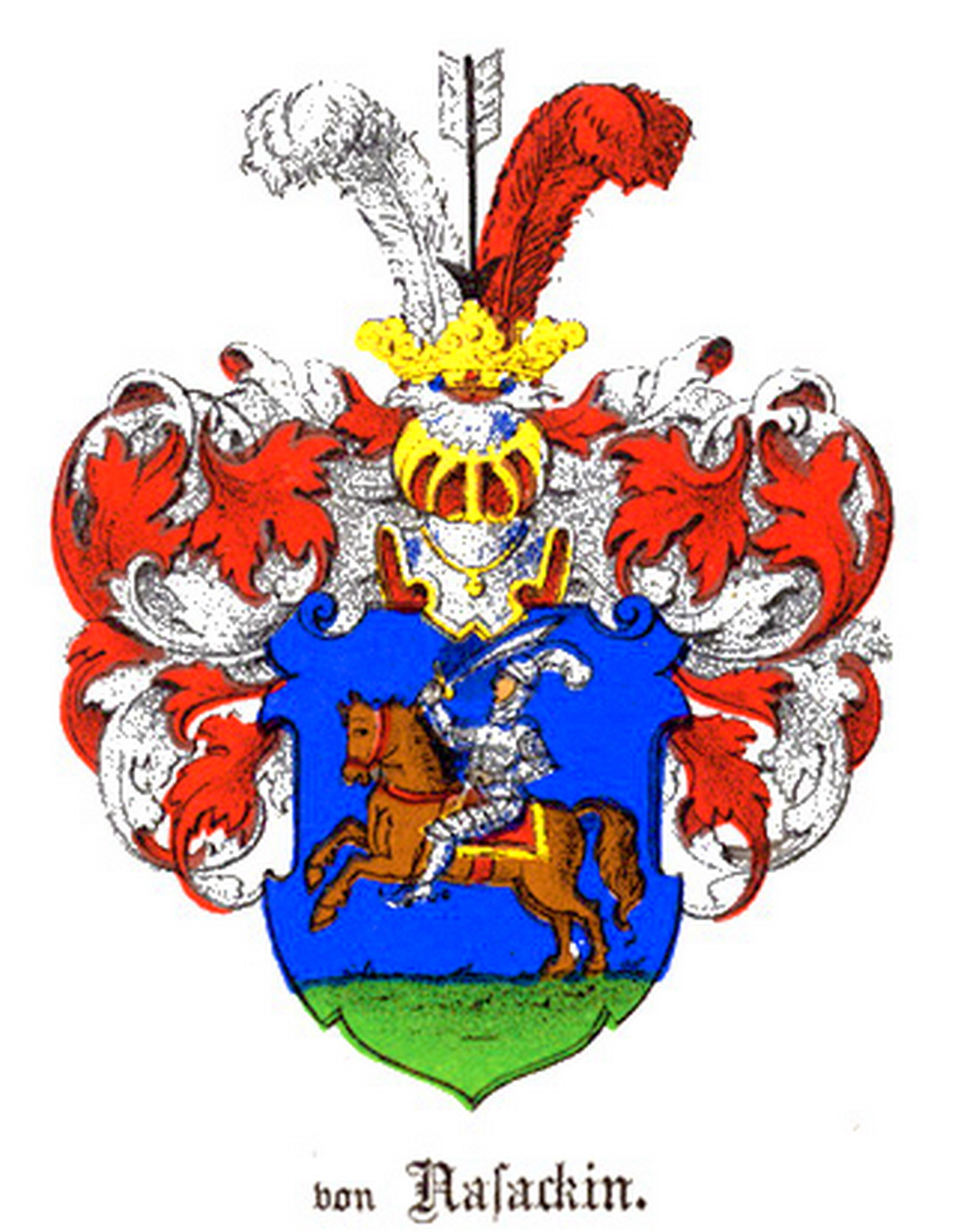
Герб Насакиных
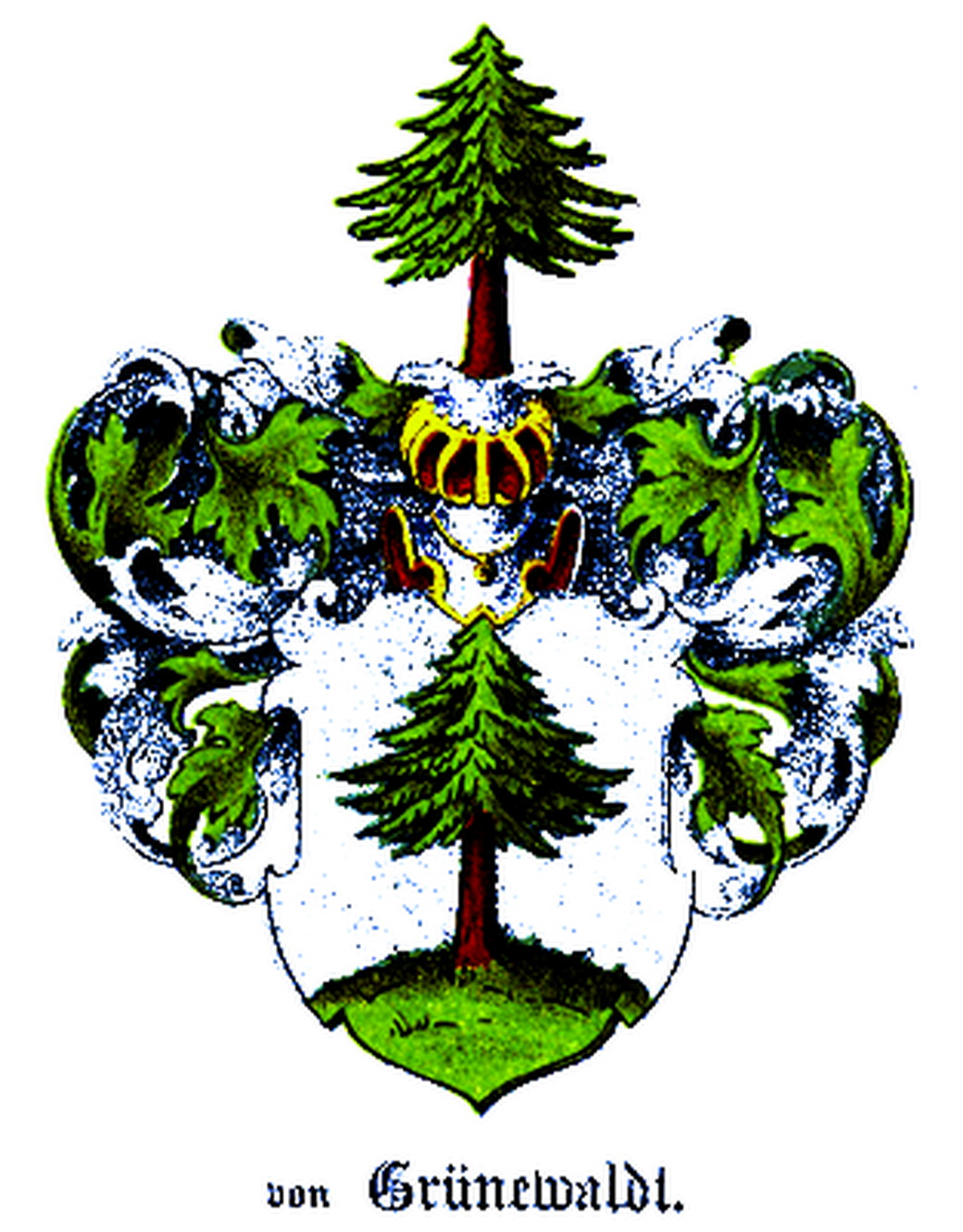
Герб Грюневальдтов

В ходе Северной войны главное здание (господский дом) мызы горело в 1700 и 1703 годах, в 1720—1730-х годах было восстановлено на остатках старых стен. В 1787 году мыза отошла во владение дворянского семейства фон Насакин, за чем последовала перестройка главного здания.
На военно-топографических картах Российской империи (1867 год), в состав которой входила Эстляндская губерния, мыза обозначена как Хакгоф.
С 1889 года и до отчуждения в 1919 году мыза принадлежала дворянскому семейству Грюневальдт.

## Главное здание
Семейство Вангерсхаймов возвело в 1696—1698 годах двухэтажное главное здание мызы в стиле барокко, которое в перестроенном виде сохранилось до настоящего времени. Здание реконструировали в 1780-х годах по проекту архитектора Кристиана Готлиба Вальтера (Christian Gottlieb Walther). В ходе реконструкции к нему добавили два одноэтажных крыла и всему строению придали стиль раннего классицизма.
Оштукатуренное здание имеет вальмовую крышу и высокий цокольный этаж. На переднем фасаде расположены два ризалита, между ними — большая деревянная веранда в стиле историзма с богатым кружевным узором из дерева и двускатной крышей; на заднем фасаде расположен сильно выделяющийся центральный ризалит. Стены здания расчерчены пилястрами, под навесом крыши — профилированный карниз, над входом в дом — широкий волютный фронтон, украшенный флюгером и вазами. Из-за больших перестроек и капитального ремонта внутреннее убранство главного здания сохранило очень мало оригинальных деталей.
С 1924 года в здании работает дом по уходу. В 1977—1981 годах в мызном парке к западу от главного здания возвели новый трёхэтажный корпус дома по уходу, который соединён галереей со старым зданием.

## Мызный комплекс
От шоссе Таллин—Нарва к центру господского дома мызы идёт прямая 900-метровая дорога; вспомогательные здания — хлева́ и конюшня, дом управляющего и дома работников — располагаются к юго-западу от него. В свои лучшие времена они составляли отдельный стильный комплекс, в котором различные строения были сосредоточены вокруг просторного внутреннего двора. В настоящее время большинство этих строений или перестроены, или находятся в руинах. Сохранилась и отреставрирована расположенная на западном краю парка восьмиугольная парковая беседка в стиле раннего классицизма с куполообразной крышей, которая в настоящее время перестроена в часовню. Далее к западу от главного здания находится амбар-зерносушилка, а в западной части продолговатого пруда — водочная фабрика (в руинах). Перестроенный мызный овин расположен на расстоянии 400 метров к северо-востоку от главного здания. В 800-х километрах к востоку от сердца мызы, на небольшом холме, стоит ветряная мельница.
В Государственный регистр памятников культуры Эстонии внесены 11 объектов мызного комплекса:
- главное здание (при инспектировании 1.10.2018 находилось в удовлетворительном состоянии)[2];
- мызный парк (при инспектировании 1.10.2018 находился в плохом состоянии)[5];
- часовня (при инспектировании 1.10.2018 находилась в удовлетворительном состоянии)[6];
- теплица 1 (при инспектировании 1.10.2018 находилась в аварийном состоянии)[7];
- теплица 2 (при инспектировании 1.10.2018 находилась в аварийном состоянии)[8];
- дом работников 1 (при инспектировании 1.10.2018 находился в плохом состоянии)[9];
- дом работников 2 (при инспектировании 1.10.2018 находился в плохом состоянии)[10];
- руины водочной фабрики (при инспектировании 1.10.2018 находились в плохом состоянии)[11];
- амбар-зерносушилка (при инспектировании 26.04.2018 находилась в плохом состоянии)[12] ;
- хлева (при инспектировании 1.10.2018 находились в аварийном состоянии)[13];
- ветряная мельница (при инспектировании 28.09.2017 находилась в удовлетворительном состоянии)[14].

## Легенда о мызе
Согласно древней легенде, дочь хозяина мызы хотела сбежать из отчего дома к своему возлюбленному-иноземцу через секретный ход, ведущий из мызы к морю. Но при побеге  её поймали. Отец девушки был сильно разгневан поступком дочери и велел заточить её в подземную клеть. Осенними ночами привидение в виде девичьей фигуры бывает видно из окон мызного особняка.